# Drosera aberrans

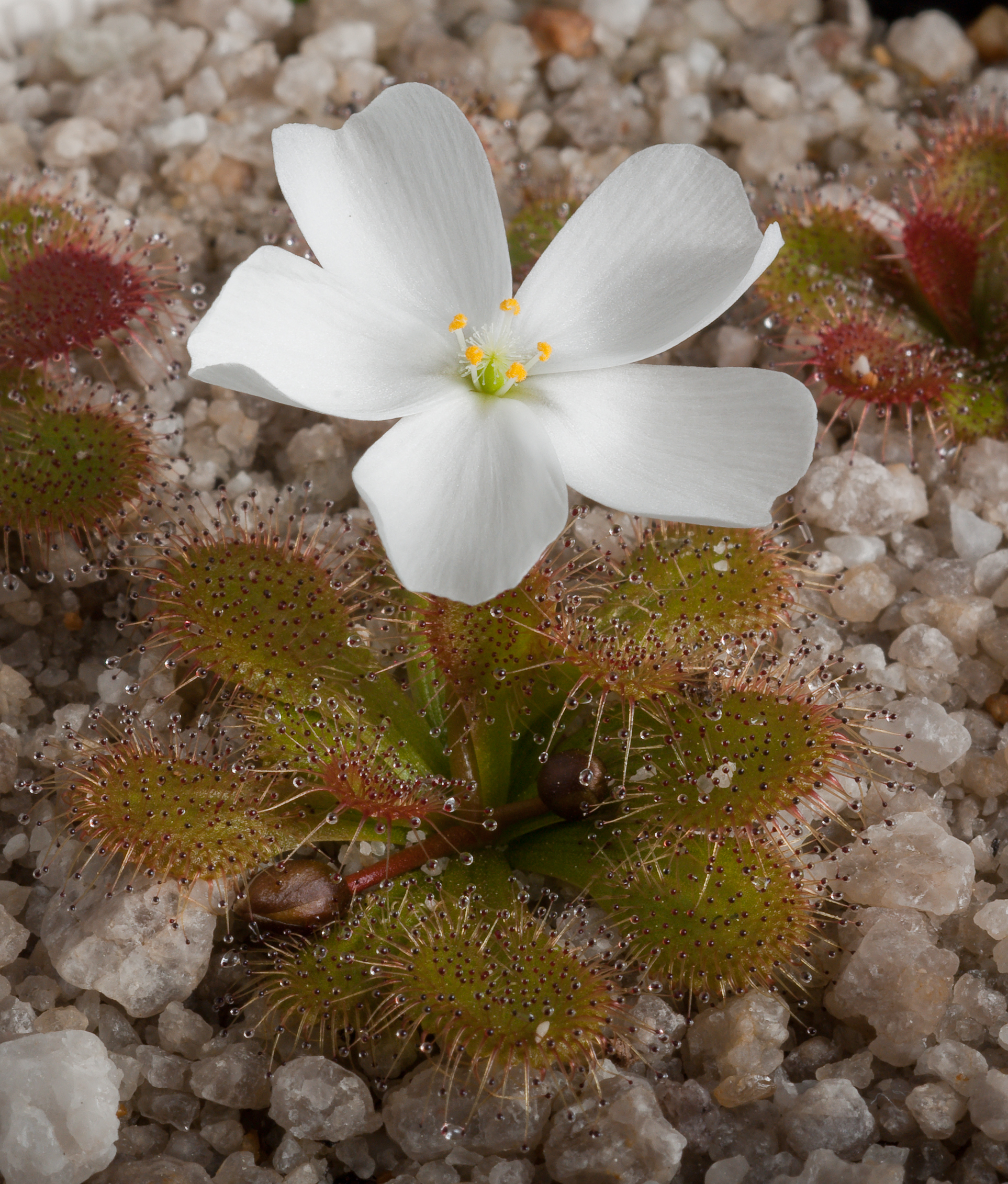
Drosera aberrans

Drosera aberrans es una especie de planta perenne tuberosa  del género Drosera nativa de Nueva Gales del Sur, Australia. 

## Descripción
Forma una roseta de 3 a 5 cm de diámetro, con hojas de color amarillo, naranja o rojo-verdoso.  Crece en una variedad de suelos desde arena a grava de laterita, de arcilla y de piedra caliza en bosques mallee, páramos y bosques abiertos. Florece de julio a septiembre.

## Taxonomía
Fue quizás la primera publicación ilustrada por Ferdinand von Mueller en 1879, la que la identificó como Drosera whitackeri, aunque Allen Lowrie y John Godfrey Conran tuvieron en cuenta que podría representar una licencia artística y podía no haber sido extraída de una muestra real. Lowrie y Sherwin Carlquist formalmente, por primera vez, describieron este taxón en 1992 como una subespecie de Drosera whittakeri. Lowrie y Conran revisaron las muestras de D. whittakeri en 2008 y elevaron la subsp. aberrans a  especie, basados en la morfología de las colonias que forman esta especie. Fue publicado en Telopea 12: 151. 2008.
Etimología
Drosera: tanto su nombre científico –derivado del griego δρόσος [drosos]: "rocío, gotas de rocío"– como el nombre vulgar –rocío del sol, que deriva del latín ros solis: "rocío del sol"– hacen referencia a las brillantes gotas de mucílago que aparecen en el extremo de cada hoja, y que recuerdan al rocío de la mañana.
aberrans: epíteto latino que significa "aberrante, desviado de la norma".
Sinonimia
- D. whittakeri subsp. aberrans Lowrie & Carlquist[4]